# Túmul d'Enzora
El Túmul d'Enzora (àrab: مزورة, Mzūra) és un conjunt megalític del nord del Marroc, situat a prop del poblat de Chouahed, i a 15 quilòmetres al sud-est d'Asilah.
El conjunt d'Enzora és un túmul de forma el·líptica d'una cambra funerària megalítica. El monticle fa 58 metres de diàmetre d'est-oest i 54 metres de nord-sud. Al punt més alt té 6 metres i la base la delimita un petit mur. En l'àrea exterior hi ha un cercle de 167 monòlits de formes i grandàries diferents, d'entre 1 i 1,5 metres d'alçària, tot i que algun arriba als 6 metres. Les característiques del túmul d'Enzora el converteixen en un lloc únic del seu tipus del nord d'Àfrica. César Luís de Montalbán va començar a excavar el jaciment al 1935, però hagué d'interrompre la recerca per l'esclat de la Guerra Civil.